# コルシ

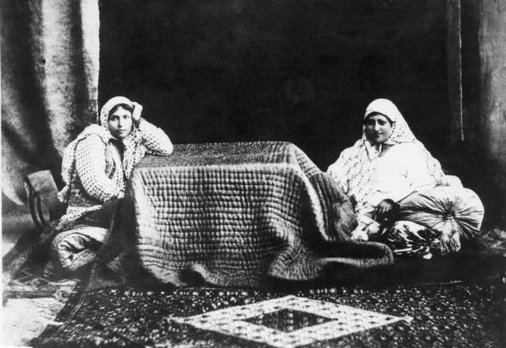
コルシに集まる女性

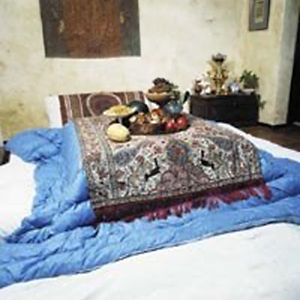
コルシ

コルシ（ペルシア語: کرسی、ラテン文字転写: Korsi）は、暖房器具を下に付け、毛布を掛けたイランの背が低いテーブル。イランの文化における伝統的な家具の1つである。食事やノウルーズ（no-ruz）と呼ばれるイラン人・ゾロアスター教徒の年越しの際に、家族などでコルシを囲んで床に座る。コルシは毎年のヤルダーのお祝いの際に家族全員で集まるときに非常に人気がある。
アフガニスタンやタジキスタンではサンダリ(ペルシア語: صندلى)と呼ばれている。
コルシは一般的に電気器具または伝統的な熱した石炭を入れた火鉢をテーブルの下に入れて暖め、暖かさを保つためにテーブルの全面を厚手の布で覆う。コルシの周りに大きなクッション（布団）を置いて座り、膝まで布をかける。
食事の時にコルシの布を汚してしまわないように、ル・コルシ（ru-korsi）と呼ばれる特別な敷物をかけるのが一般的である。